# George Rippon
George Rippon (Luitenant-kolonel G. Rippon,  18 november 1861  – Lymington in Hampshire, Verenigd Koninkrijk 28 april 1927) was een Britse militair in dienst van het koloniale leger van het Britse Rijk en ornitholoog die een belangrijke bijdrage heeft geleverd aan de ontwikkeling van vogelkennis in Birma en de Chines provincie Yunnan. Als lid van de British Ornithologists' Union heeft hij bijna 3000 balgen gedoneerd aan het British Museum.
Rippon ontdekte en beschreef vier nieuwe soorten vogels waaronder de witbrauwboomklever (Sitta victoriae) en 18 nieuwe ondersoorten.